# Hoplolabis postrema
Hoplolabis postrema är en tvåvingeart som först beskrevs av Alexander 1936.  Hoplolabis postrema ingår i släktet Hoplolabis och familjen småharkrankar. Inga underarter finns listade i Catalogue of Life.